# Leópolis
Leópolis là một đô thị thuộc bang Paraná, Brasil. Đô thị này có diện tích 351,519 km², dân số năm 2007 là 4331 người, mật độ 12,3 người/km².